# أشرف أبو عمرة
أشرف أبو عمرة مصور صحفي فلسطيني مستقل نشرت صوره الفوتوغرافية في وسائل الإعلام والصحف العالمية الكبرى مثل صحيفة نيويورك تايمز وبي بي سي والغارديان، وفاز بالعديد من الجوائز المحلية والدولية عن هذا التصوير الفوتوغرافي.

## مسيرته المهنية
بدأ أشرف أبو عمرة مسيرته المهنية في التصوير الصحفي في أوائل العقد الأول من القرن الحادي والعشرين، عندما كان يعيش في مدينة دير البلح الواقعة في وسط قطاع غزة، وبعد أن منحه بعض الصحفيين الأكبر سناً آلة تصوير فوتوغرافية لكي يتمكن من التقاط صور للأحداث التي وقعت بالقرب من نقطة تفتيش دير البلح. عمل أشرف عمرة بعد ذلك كمصور صحفي مستقل لدى العديد من الصحف العالمية، وحصلت أعماله على العديد من الجوائز المحلية والدولية. وفي عام 2016، حصل أشرف أبو عمرة على المركز الثاني في فئة أهم الأخبار في مسابقة أندريه ستينين الدولية للتصوير الصحفي، ودعي لحضور حفل توزيع الجوائز في مدينة موسكو في روسيا. وكانت هذه هي السنة الثانية على التوالي التي يحصل فيها على المركز الثاني من نفس المسابقة، لكنه لم يتمكن من حضور حفل توزيع الجوائز بسبب قيود السفر التي فرضتها السلطات الإسرائيلية على سكان قطاع غزة. حمل أشرف أبو عمرة الإسرائيليين مسؤولية عدم تمكنه من حضور حفل توزيع الجوائز لعامين متتاليين، كما حمل نقابة الصحفيين الفلسطينيين مسؤولية الانقسام.
وفي 15 سبتمبر (أيلول) عام 2023، كان أشرف أبو عمرة يغطي احتجاجًا للفلسطينيين بالقرب من الحدود بين غزة وإسرائيل في منطقة خان يونس، واستخدمت القوات الإسرائيلية الذخيرة الحية والأعيرة المطاطية والغاز المسيل للدموع خلال الاحتجاج، مما أدى إلى إصابة 12 فلسطينيًا، كان من بينهم أشرف أبو عمرة الذي أصيب بجروح خطيرة في يده نُقل على إثرها إلى تركيا لتلقي العلاج بمساعدة وكالة أنباء الأناضول التي كان يعمل لديها ويقوم بتغطية الحدث لصالحها في ذلك الوقت. وخلال الاجتياح الإسرائيلي لقطاع غزة في أعقاب عملية طوفان الأقصى، كتب أشرف أبو عمرة أيضًا سلسلة من المقالات لقناة الجزيرة القطرية وقام بعدد من التغطيات الصحفية التي وثقت الصعوبات التي يواجهها المدنيون الفلسطينيون في قطاع غزة.

## التكريمات والجوائز
حصل أشرف أبو عمرة على العديد من الجوائز المحلية والدولية في التصوير الفوتوغرافي كان من أبرزها ما يلي:
- جائزة الشهيد فضل شناعة.
- جائزة منتدى الإعلاميين.
- فازت صورته التي التقطها عام 2014 للشهيد الصحفي رامي ريان الذي استشهد على أيدي قوات الجيش الإسرائيلي أثناء التغطية الصحفية لأحداث مجزرة حي الشجاعية بجائزة أفضل صورة صحفية عام 2015.[7]
- حصلت الصورة التي التقطها أشرف أبو عمرة في عام 2015 للطفلة رهف حسان التي استشهدت نتيجة قيام الطيران الاسرائيلي بقصف منزلها، والتي تظهر ألم والدها المصاب وهو يحتضن جثمانها بين ذراعيه على جائزة أفضل صورة إخبارية عام 2016 من المسابقة الدولية للتصوير الصحفي (أندريه ستينين) التي تنظمها وكالة روسيا سيغودنيا تحت رعاية اللجنة الروسية لشؤون اليونسكو.[8]
- أختارت وكالة الأناضول التركية الصورة التي التقطها عام 2020، والتي تظهر مجموعة من الشباب الفلسطيني يمارسون الرياضة على شواطئ غزة على الرغم من جائحة كورونا، كأفضل صورة من قطاع غزة خلال العام.[9]